# Parkour
El parkour, o art del desplaçament, és una disciplina que consisteix a desplaçar-se pel medi urbà o natural, superant els obstacles que es presenten en el camí (tanques, murs, espais buits...) de la forma més fluida i eficient possible, i servint-se únicament del propi cos. Aquesta activitat requereix una gran preparació física per a realitzar els diferents moviments (salts, passa-tanques, escalada, etc.), però a més és necessari tenir empenta i decisió, afrontant les pròpies pors en el moment de l'acció, en el qual cal tenir una gran concentració

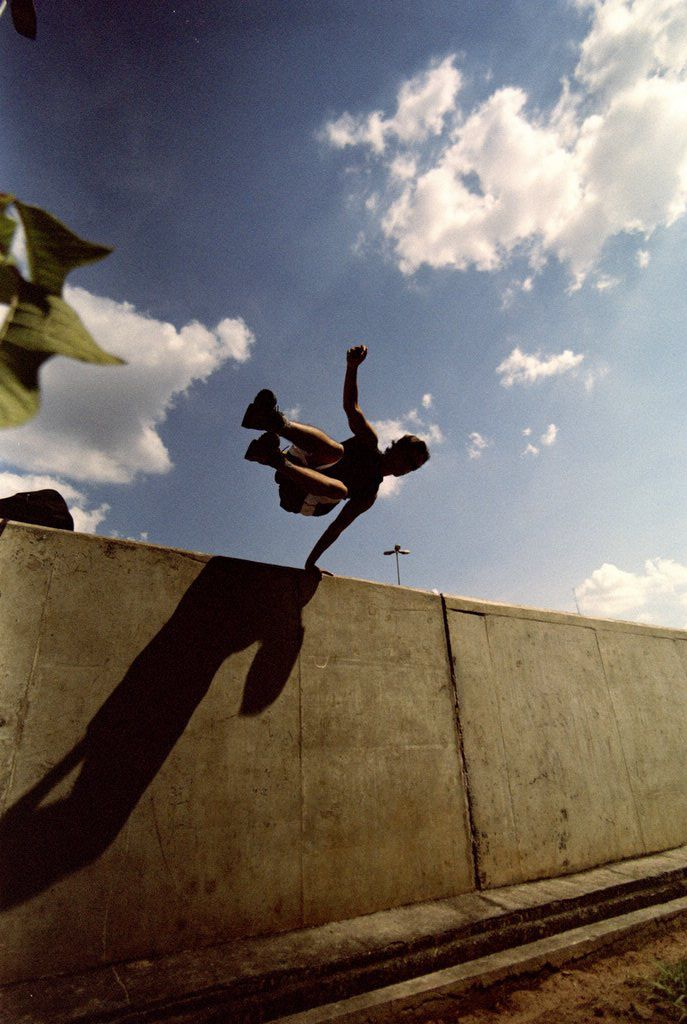
Un passa-tanques

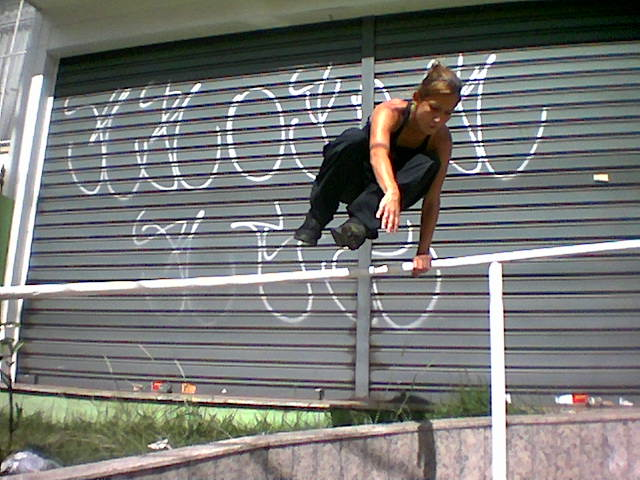
Traceurse (noia que practica Parkour)

Es va originar al districte parisenc de Lisses. És per aquest motiu que el vocabulari relacionat amb aquesta disciplina prové de paraules franceses: 'parcours' que significa recorregut; 'traceurs' que són els practicants de parkour, persones que tracen línies. Realment és aquest l'objectiu dels 'traceurs', traçar una línia recta des d'un punt A a un punt B i superar tots els obstacles que es trobin, de manera àgil i tècnica. L'autosuperació és una altra característica del parkour. És a dir, hom ha de superar les pròpies possibilitats, buscar la millora personal, sense establir rivalitats amb els altres practicants. Aquesta és una de les regles més importants del parkour. I una altra premissa fonamental és el respecte envers el mobiliari urbà.
El parkour és una activitat física centrada en la capacitat motriu de l'individu. Desenvolupada a partir del mètode natural, tracta de convertir qui ho practica en una persona forta i útil desenvolupant la seva capacitat de traslladar-se únicament amb l'ajuda del seu cos en el medi o terreny en el que es troba adaptant-se a les seves pròpies exigències.
Es tracta del desenvolupament d'un mateix amb el desplaçament útil i eficient com a finalitat del moviment. S'ha de dir també que el parkour neix com una activitat no competitiva.
El parkour també és conegut com l'art del desplaçament (ADD) o freerunning (FR) i és cada persona la que decideix fins a quin punt involucrar-se en el seu propi entrenament i com enfocar-lo.
Podem distingir entre diferents formes d'entrenament del mateix moviment depenent de l'objectiu de cadascú: Més centrat en el joc amb els obstacles, en l'eficiència, en la consecució d'objectius, etc. D'aquesta manera encara que tots els moviments vinguin de la mateixa arrel (Parkour/Freerunning/ADD), aquests matisos han anat diferenciant cadascuna d'elles creant diferents corrents del mateix art centrat en el moviment.
Moltes vegades es titlla el parkour com una activitat perillosa o extrema que fa el traceur, qui practica parkour, per empènyer la seva capacitat fins al límit. Però s'ha de dir, que encara que es pugui interpretar d'aquesta manera des de fora, no és necessari enfilar-se per teulats, saltar distàncies a les que el teu cos no està preparat o arriscar en cada salt per poder practicar parkour.
Per a fer parkour és molt important estar segur davant de cada repte plantejat i estar preparat mental com físicament parlant.
És per aquest motiu que el parkour és una activitat apta per tota mena de persones indistintament de la seva edat, gènere, forma física o qualsevol altre handicap creat per la societat. Cadascú treballa amb el seu cos, amb les seves possibilitats, i porta el seu entrenament tan lluny com ells mateixos volen portar-lo.

## Història
El seu creador és David Belle. El seu pare, exmilitar i bomber de professió, va ensenyar a Belle l'anomenat "Mètode Natural de Georges Hébert", una disciplina usada en l'exèrcit que consisteix a superar els obstacles naturals usant solament el mateix cos. Des que era petit va ser deixeble d'aquesta pràctica i va estar sotmès a un entrenament militar. Belle va adaptar aquesta tècnica als seus recorreguts per la seva ciutat de Lisses, França, creant-ne la seva particular versió urbana. Després d'entrar al cos d'infanteria de l'exèrcit francès, Belle s'adonà que aquell no era el desig que perseguia, sinó que necessitava la llibertat del carrer. Més endavant sorgiren deixebles que seguirien els seus entrenaments, entre els quals hi ha Sébastien Foucan i altres membres d'aquest primer grup de traceurs. Foucan va emigrar al Regne Unit, on va sorprendre a tothom amb les seves habilitats, allà continuà amb aquesta pràctica.
Per a tots ells, el parkour, no és un simple espectacle, no el practiquen per diners, ni tampoc és cap mena de vandalisme. És una activitat que els apassiona i la realitzen, fonamentalment, per posar a prova les pròpies possibilitats.

## Parkour a Catalunya
Els primers practicants de parkour a Catalunya varen començar el 2002. En aquella època era molt difícil aprendre i no hi havia comunitat creada, així que cada practicant entrenava a la seva manera i sense quasi relacionar-se amb els altres.
L'any 2005, quan es va fundar YouTube, el parkour es va donar a conèixer molt i és quan molta gent va començar a entrenar.
Del 2005 al 2007 la comunitat de Parkour a Catalunya va créixer molt, i s'utilitzava com a mitjà de comunicació en la comunitat Dailymotion, Youtube, Messenger i Fotolog.
L'any 2007, un traceur anomenat Aral Roca, va fundar la comunitat de Parkour Catalunya, una pàgina web on a través d'un fòrum de debat tots els traceurs de Catalunya podien comunicar-se d'una manera més fàcil i debatre temes importants.
Gràcies a aquesta plataforma s'organitzaven entrenaments i RTs (Reunions de Traceurs on anaven entre 40-70 traceurs aproximadament) de manera periòdica.
A partir de 2009, es van formar ECs (Entrenaments Col·lectius) el primer dissabte de cada mes. Però la iniciativa va durar 1 any.
Avui en dia la comunitat de Parkour Catalunya utilitza YouTube, Facebook, Instagram i Twitter per comunicar-se.
Gràcies a aquestes xarxes s'organitzen trobades per tot Catalunya.
Al llarg de la història del Parkour a Catalunya s'han format diferents grups de practicants de Parkour com ara FreeJumpers, Urban Cats, Hard Family, Air Generation, o Born to Trace (encara vigent).
La idea d'un grup de Parkour, és posar nom a un grup d'amics que surten a entrenar amb la fita de
entre tots els practicants del grup aportar vídeos, articles i altres documents de cara a les xarxes socials.
Durant l'any 2014 s'han format 2 associacions de Parkour a Catalunya per difondre de manera correcta el parkour mitjançant entrenaments quinzenals de forma totalment gratuïta.

## Acrobàcies
Existeixen moviments anomenats "tricks" (incorrectament cridats tricks, car un trick inclouria una puntada, gainer, etc.) que normalment consisteixen en rotacions de cos en l'aire com ara mortals, frontflips, backflips, wallflips, aerials, àrabs, etc. Però aquests moviments no formen part del Parkour, ja que no només solen restar velocitat, sinó que no són fidels al lema de la disciplina pel risc i la ineficàcia que comporten.
Els tricks solen ser més utilitzats per la gent dedicada a les XMA (Arts Marcials Extremes) però molts traceurs els usen per a afegir plasticitat i per a impressionar en els seus recorreguts. No obstant això, a altres traceurs no els agraden aquests moviments i els ometen en tot moment. En aquest moment en la comunitat de traceurs de tot el món hi ha una gran polèmica sobre els tricks.

## Equipament d'un traceur
- Sabatilles: Simplement han de ser còmodes, amb bon amortiment, que agafin bé el turmell i amb una sola que subjecti bé, per a no relliscar. Les sabatilles de l'estil 'running' són les més adequades.

D'altra banda, únicament roba còmoda, que permeti llibertat de moviment. No es necessita res més.

## Moviments
Els moviments propis del parkour es caracteritzen per la seva efectivitat i fluïdesa. No serveix de res saltar una tanca amb la finalitat de pujar les cames el màxim que puguis, ha de ser amb la finalitat de passar-la el més ràpida possible.
Cal tenir certa originalitat amb els moviments, ja que hi ha molts encadenaments possibles. Gat-precisió, gat-braç, gat-passatanques, doble gat, passamuralles-reverse, reverse-braç, rotacions laterals, etc.

### Recepcions
- Recepció bàsica: El contacte amb el terra es fa amb el propòsit de repartir el pes de l'impacte per tot el cos. Els talons mai han de tocar el sòl, millor mantenir-los lleugerament elevats perquè serveixin d'amortiment. Els genolls també han d'estar semiflexionats. L'esquena inclinada cap endavant, amb les mans per davant per a tenir-les preparades per si és necessari utilitzar-les.
- Rotació: Aquesta tècnica servirà de recepció a un salt en velocitat, és una tombarella recolzada en un muscle (rodant obliquament sobre l'esquena), que ens permetrà evadir part de l'impacte de la caiguda, després d'una recepció amb molta inèrcia cap a davant.
- Recepció d'un salt de precisió: Es realitzarà amb la part davantera de la planta del peu (entre la bola del peu i els dits), semiflexionant els genolls i l'esquena de manera que repartim l'impacte del salt el més equitativament possible pel cos, i també per a aguantar l'equilibri.
- Recepció de salt de braç: Es realitzarà amb la part davantera de la planta dels peus i les mans en la part superior de l'obstacle. Si és una tanca, es flexionaran els genolls per a esmorteir l'impacte. En un mur, normalment es deixen relliscar les cames fins a quedar penjats del mur només amb les mans.
- Recepció en branca: Es rebrà en una branca únicament amb les mans, però deixant-nos balancejar per a evitar un cop sec en els braços i l'esquena. Cal anar amb compte de no caure cap enrere quan estem en la part davantera de l'oscil·lació (la primera oscil·lació).

### Passa-tanques
- Passa-tanques: Moviment fonamental en el qual intentarem sobrepassar l'obstacle de la forma més ràpida i fluida possible donant suport una sola mà en ell; aquest moviment ens servirà com enllaç de la carrera quan ens trobem una tanca o element similar en el nostre recorregut. També es pot recalcar que per anar més de pressa a l'hora de passar per tanques elevades s'hauria de saltar primer i un cop a l'aire posar la mà a l'obstacle.
- Salt de gat: És un salt en el qual franquejarem un obstacle recolzant-nos en ell amb les mans en paral·lel durant el salt, per a després passar les cames juntes i flexionades entre les mans. És un moviment molt utilitzat que reconeixeràs fàcilment. Si les mans es deixen en l'obstacle fins després de passar les cames per davant, llavors és un moviment encadenat cridat 'gat-trencacanells'.
- Pas del gat: Similar al salt del gat sol que es realitza en una superfície més llarga, on hàgim d'estirar-nos en l'aire per a arribar al final de l'obstacle, on posarem les mans per a després passar les cames entre el buit que aquestes deixen.
- Inrevés: Aquest moviment tracta de franquejar una tanca, barana o mur, recolzant-nos en ella amb les mans, i fent un gir de 360° posicionant el cos en horitzontal, d'esquena al front amb les cames aixecades per a preparar una bona recepció.
- Passa-tanques lateral: Corrent obliquament cap a l'obstacle, fem un passa-tanques on primer posem una mà, després passem les cames estirades, i després l'altra mà.
- Trencacanells: És com un 'gat frontal', en el qual les cames van primer, estirades, i després es posen les mans.
- Underbar o Franchissement en Francès: Es passa una tanca o un buit baix de diverses maneres; en general, ens ajudem de les mans en la part superior del buit per a passar el cos.

### Salts
- Salt de precisió: Aquest és un salt de 'longitud' sense embranzida, en el qual la fi serà una recepció precisa en una tanca, mur o vorada estreta.
- Salt de braç: Es tracta d'un salt amb la finalitat d'agafar-se a una paret o tanca, o qualsevol lloc on no arribem sense els braços.
- Salt de Longitud: És un salt de longitud en carrera.
- Salt de fons: Aquest és un salt cap avall i depenent de la inèrcia cap a davant que es dugui, serà convenient una rotació.

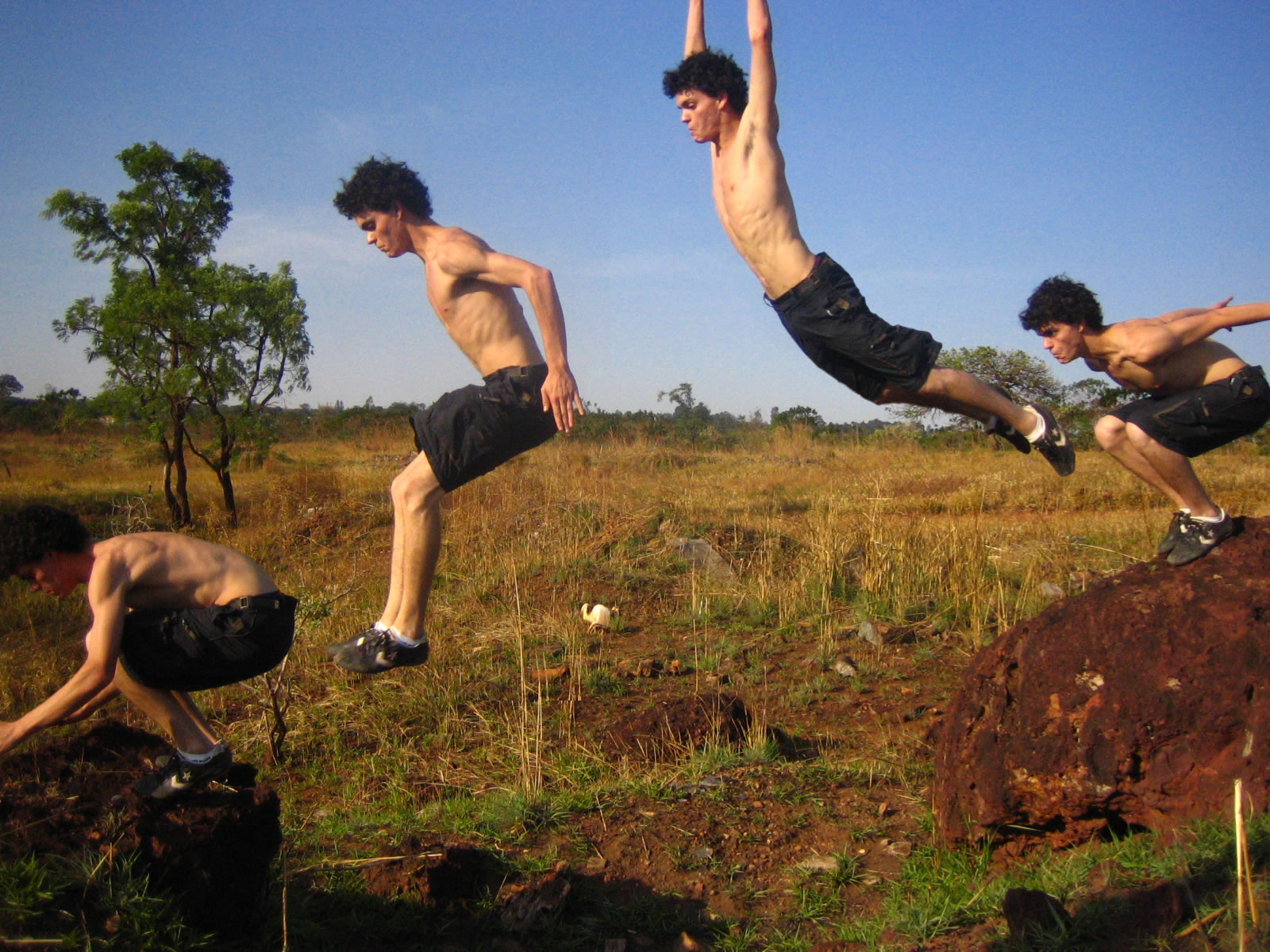
Salt de precisió entre dues roques. Noteu la posició de flexió en la recepció o arribada a l'objectiu.
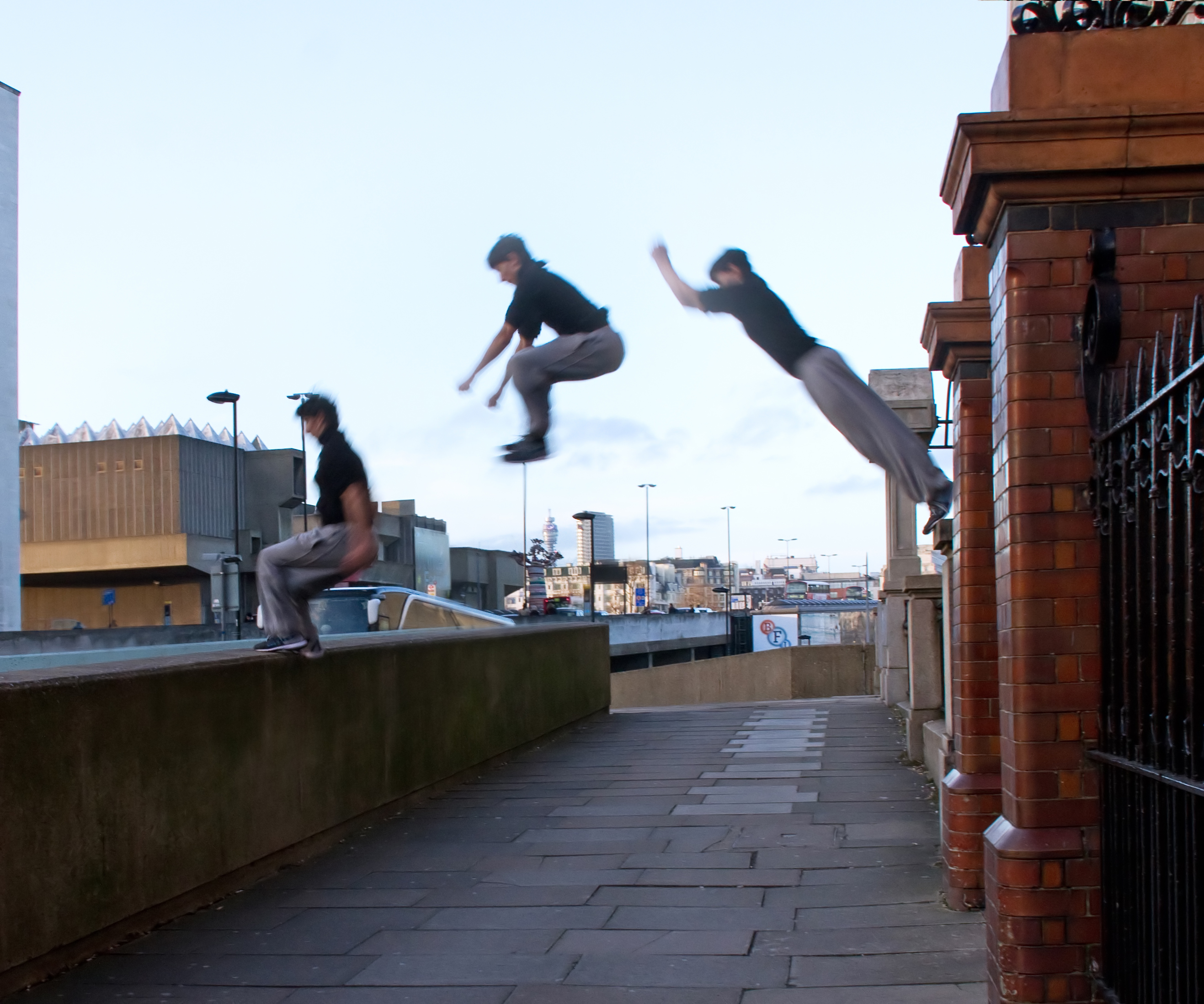
Un altre salt de precisió, aquest amb la posició del peu dret una mica compromesa en el moment de la recepció.
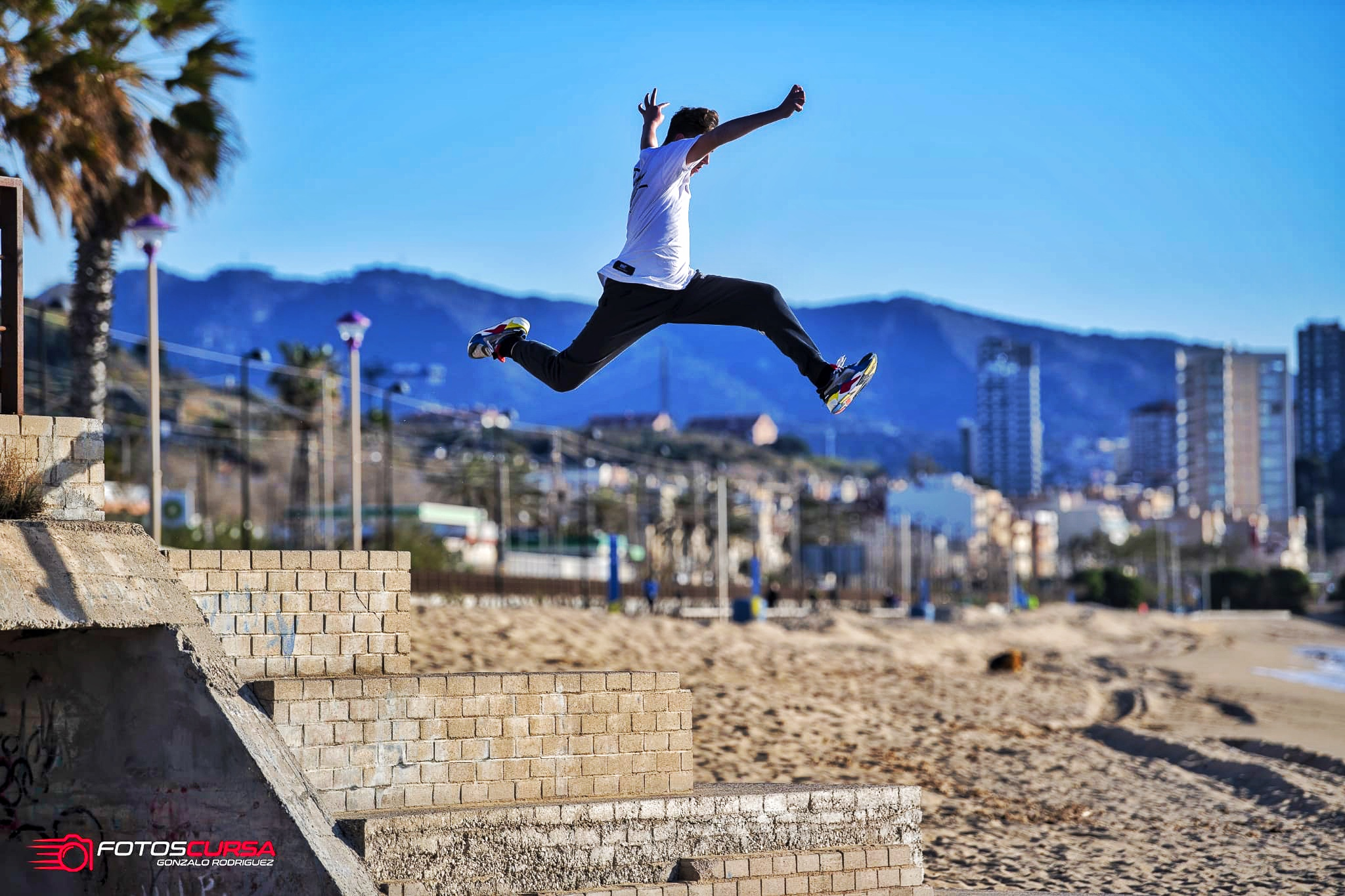
Salt de longitud en una platja del Brasil
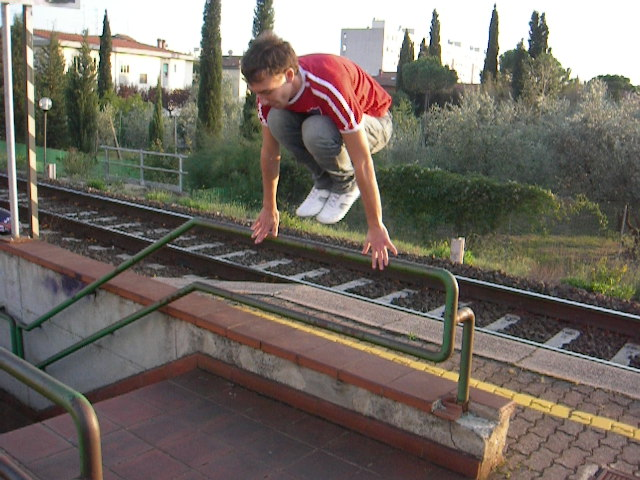
Salt de gat, amb les cames recollides passant juntes sota el cos. Les mans acaben de perdre contacte amb la barra.

### Altres
- Passa-muralles: Es tracta de sobrepassar un mur alt; es necessitarà embranzida per a arribar al cim del mur, on ens agafarem amb les mans (una i després altra si és massa alt) per a pujar a pols.
- Grimpar: Grimpar al parkour, és una escalada ràpida, bé d'un mur amb una inclinació pronunciada, un arbre, etc.
- Planxa (de planche en francès): Consisteix a arribar a una posició on ens aguantem sobre les mans (a l'altura de la cintura) en una barra horitzontal, des d'una posició on estiguem penjant de les mans, estirats totalment. És un exercici de força que ajuda en els passa-muralles.
- 180: Es tracta de donar mitjana tornada en l'aire, contra un obstacle (mur o tanca), per a acabar amb les mans en ell, de l'altre costat, i en una posició de la qual puguem despenjar-nos.
- Alliberat: Després d'un 180, deixar-se caure. Es pot tornar a donar mitjana tornada en l'aire per a continuar corrent en la mateixa direcció.
- Tic-Tac: Aquest moviment, consta de saltar sobre una tanca o mur no molt alt ajudant-nos d'algun element, o paret que tingui en un lateral, recolzant en aquesta un peu per a donar una puntada que ens impulsi.
- Balanceig: En una branca o barra, tractarem de penjar-nos amb les mans en el, per a deixar-nos oscil·lar. Per a sortir cap a davant cal anar amb compte de no caure cap enrere. Cal mantenir un equilibri en el qual aconseguim mantenir la posició en l'aire, per a recepcionar correctament.
- Laché (nom francès): Penjat d'una branca alta, cal soltar les mans per a rebre una altra més baixa, mantenint una posició en l'aire que ens doni equilibri i amortiment.
- Equilibri: Fer equilibri en una tanca, en desocupat o caminant en ella, fer el pi mantenint l'equilibri...
- Moviment quadrúpede: Caminar a 'quatre potes'. Si es fa arran de terra o en escales, serveix com un bon exercici físic. En un mur fi o en una tanca, a més es treballa l'equilibri (en aquest cas es diu 'equilibri de gat').
- 360°: Es tracta de fer un gir de 360° sobre un suport ajudant-nos només de les mans.
- 360° inrevés: El mateix que l'anterior, només que en comptes de fer-lo de cara, ho realitzarem d'esquena al suport.

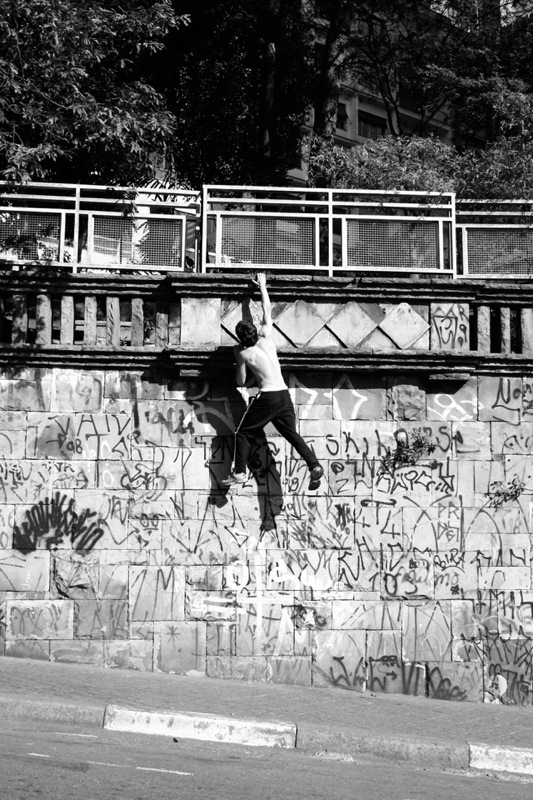
Traçador fent un passa-murs, amb un salt amb braços que acabarà permetent que un peu hi arribe a la lleixa horitzontal
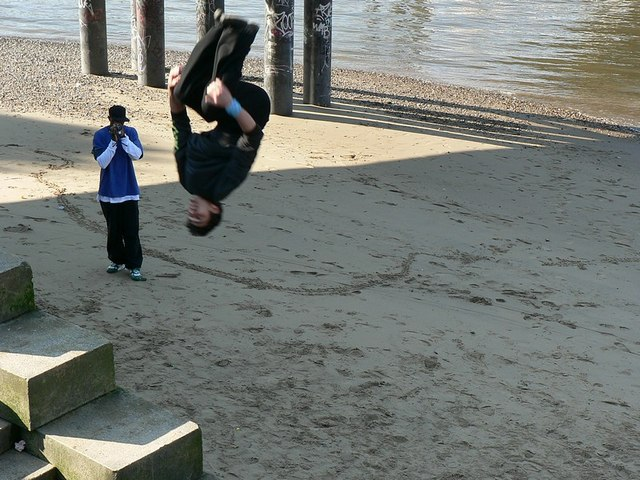
Saltador fent un giravolt en l'aire
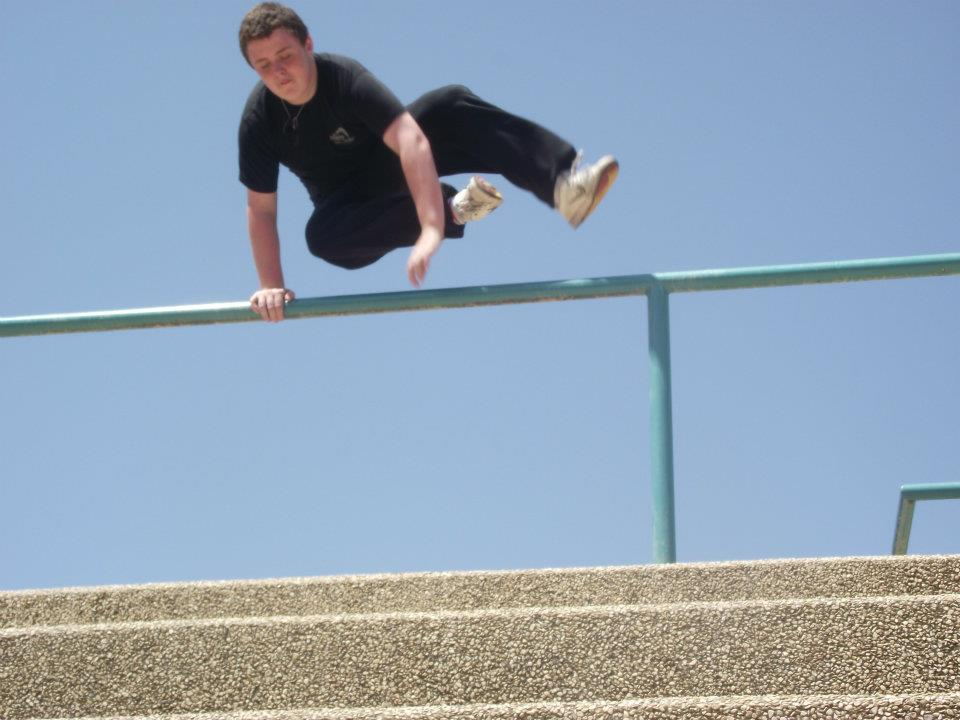
Passa-tanques amb les cames no paral·leles
- Vídeo d'un passamuralles